# Museo archeologico di Eleusi
Il Museo Archeologico di Eleusi è un museo a Eleusi, in Attica, Grecia.

## Il museo
Il museo si trova all'interno del sito archeologico di Eleusi. Costruito nel 1890, su progetto dell'architetto tedesco Kaverau per conservare i reperti degli scavi, e dopo due anni (1892) fu ampliato sotto i piani dell'architetto greco J. Mousis.
Vi è una collezione di oggetti risalenti al V secolo a.C., quando la reputazione del tempio era panellenica, e il numero di credenti che si trasferirono lì per partecipare alle cerimonie dei misteri eleusini era aumentato significativamente.

Molte delle scoperte sono associate a queste cerimonie. Il maialino votivo ricorda il sacrificio di questi animali per la purgazione dei credenti al Faleron, che ha avuto luogo in alcune fasi preparatorie delle cerimonie, e il kernos, un vaso cerimoniale che veniva usato per i sacrifici e alle offerte fatte per gli altari e i templi, durante il ritorno dei simboli sacri attraverso la via Sacra dall'Antica Agora, di nuovo sino al Santuario per l'iniziazione finale.

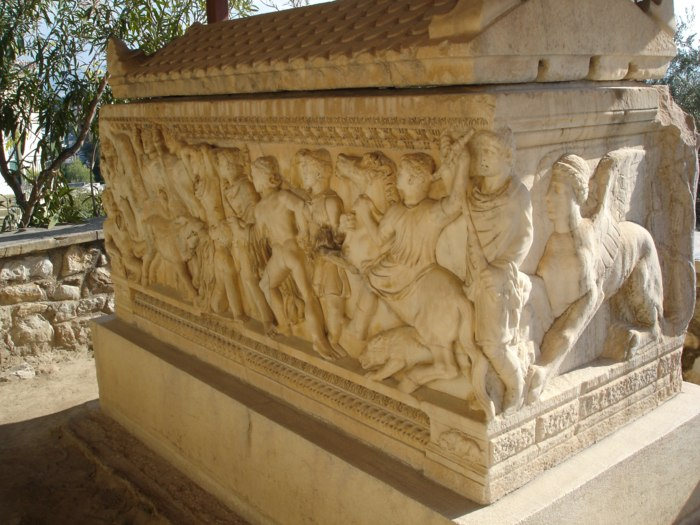
Sarcofago di marmo nel Museo Eleusi

Tra gli oggetti più importanti del museo sono inclusi: la monumentale anfora protoattica dalla metà del VII secolo a.C., con la raffigurazione della decapitazione della Medusa da parte di Perseo, il famoso "kore in fuga" dal periodo arcaico, che deriva probabilmente dal progetto architettonico della Sacra Casa, la grande statua senza testa della dea Demetra, probabilmente l'opera della scuola di Agoracrito - uno studente di Fidia - e la Cariatide dal tetto del piccolo Propileo, portando in testa la ciste, il contenitore contenente gli articoli sacri della cerimonia, con un'apparizione in rilievo dei simboli del culto eleusino, che sono: la spiga del grano, i papaveri, i rozete e il kernos.
Le due scoperte più importanti di Eleusi sono state trasferite al Museo Archeologico Nazionale di Atene mentre al Museo di Eleusi esistono solo le loro copie. Il primo è il rilievo del V secolo a.C., altezza 2,20 m, che mostra Demetra, Kore e il re di Eleusi Trittolemo, che si prepara a insegnare l'agricoltura al mondo, secondo le istruzioni della dea. Il secondo è il tavolo in argilla noto come Tavoletta di Ninnione con un timpano, dedicato da Ninnione, del IV secolo a.C., con scene delle cerimonie nel tempio di Demetra, il cui significato consiste nell'informazione che fornisce i rigorosi rituali segreti dei misteri eleusini.
Inoltre, il museo ospita una collezione completa di ceramiche, risalenti al Medio Evo elladico (2000 o 1950-1580 a.C.) fino ai primi tempi cristiani, con tavole scritte, oggetti metallici, iscrizioni e rilievi, tra cui l'importante rilievo votivo di Rheitoi, con Demetra, Kore, Athena e un uomo eleusino, che in fondo ha le istruzioni per colmare il lago di Rheitoi (lago Koumoundourou).

## Galleria d'immagini

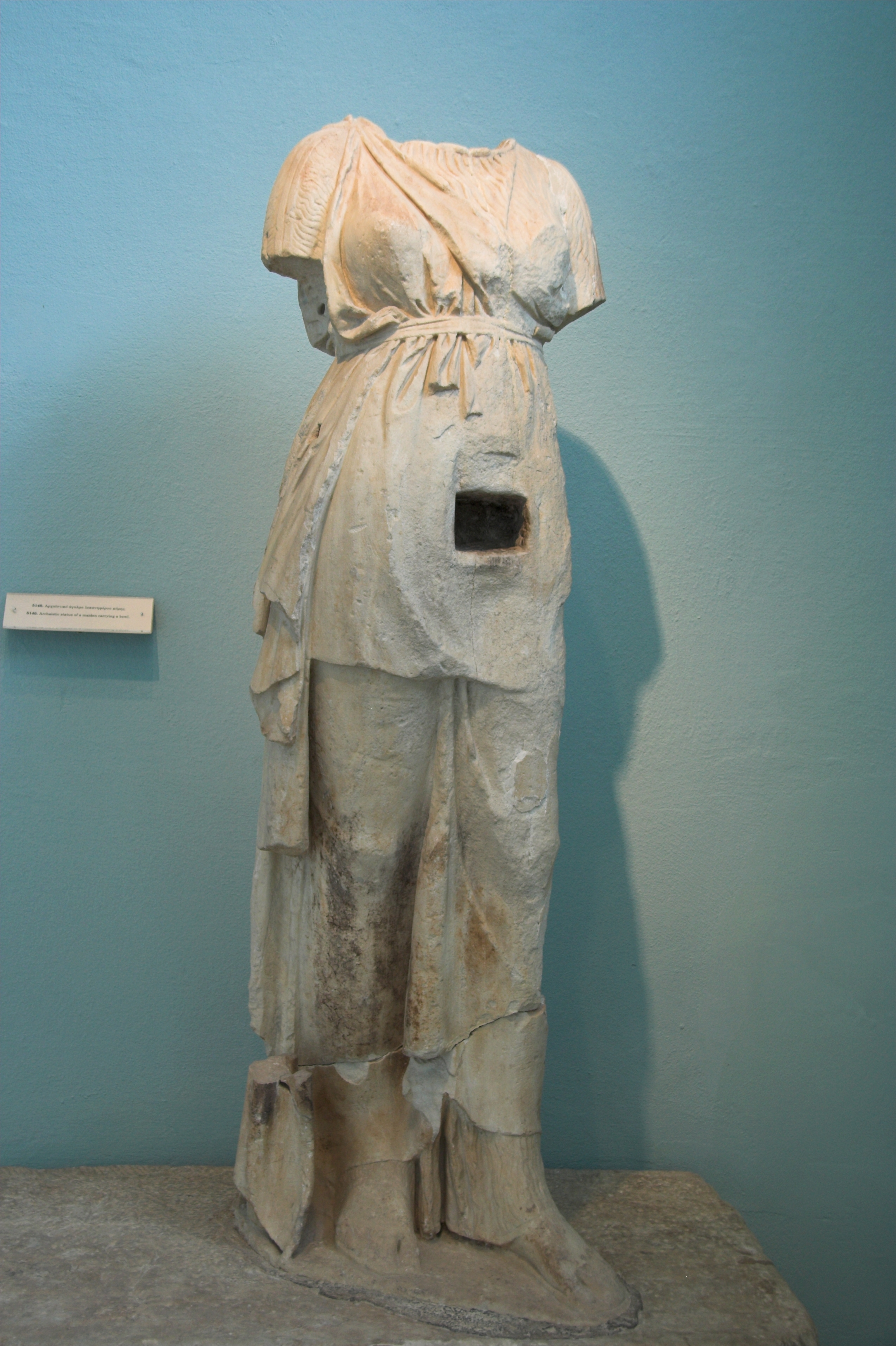
Statua di divinità senza testa
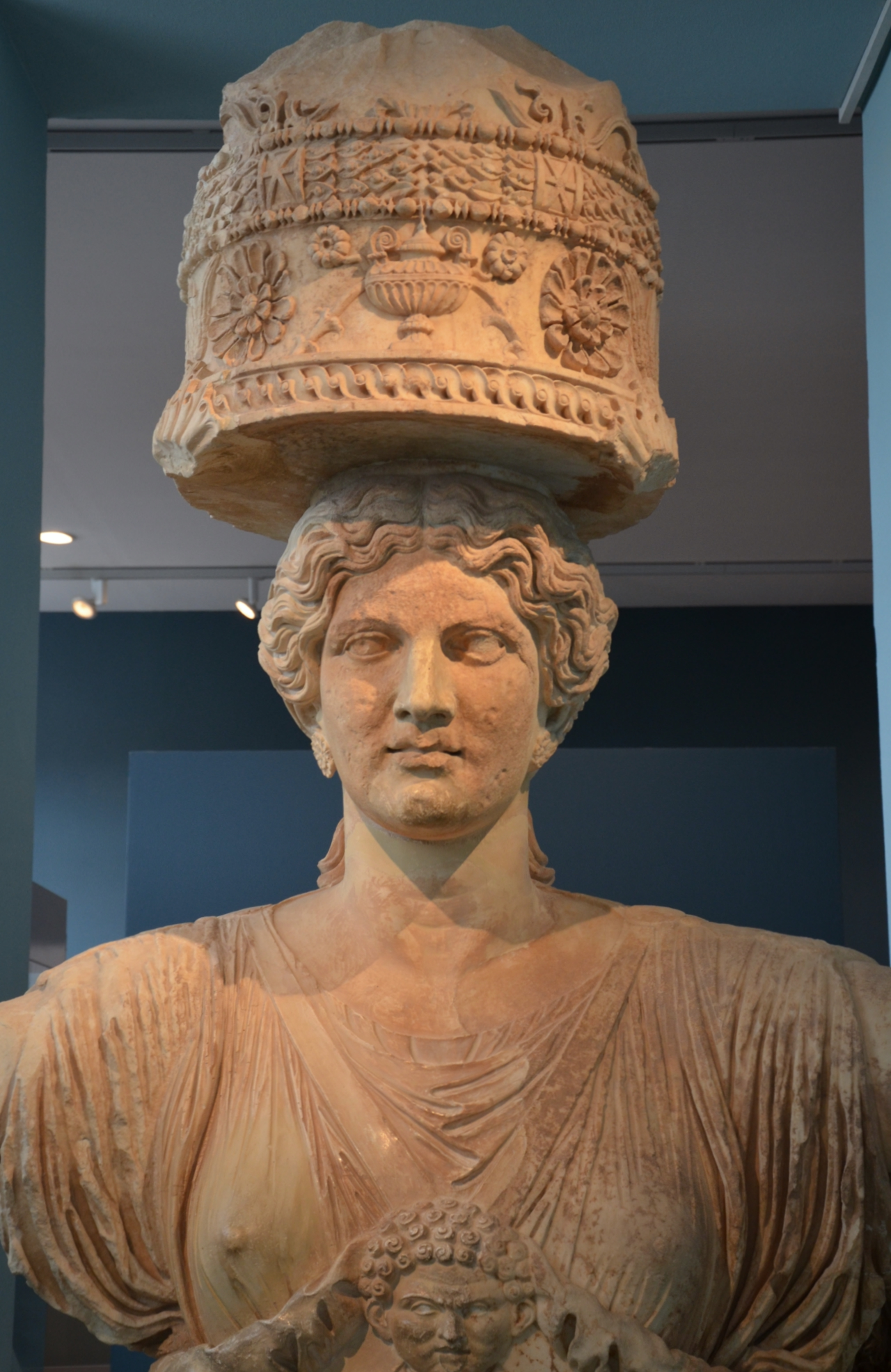
Cariatide con in testa una ciste
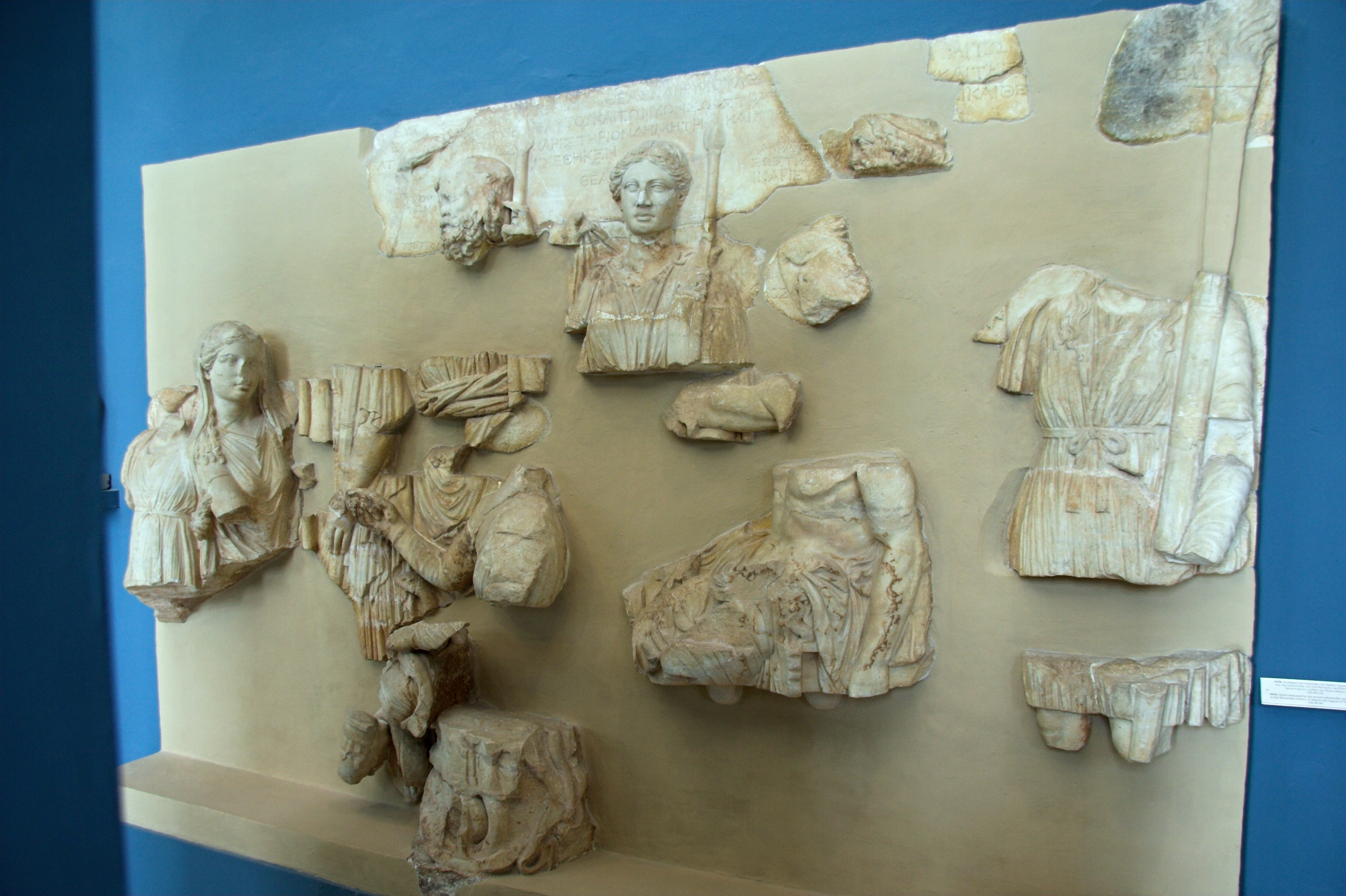
Rilievo monumentale di Ade e Persefone
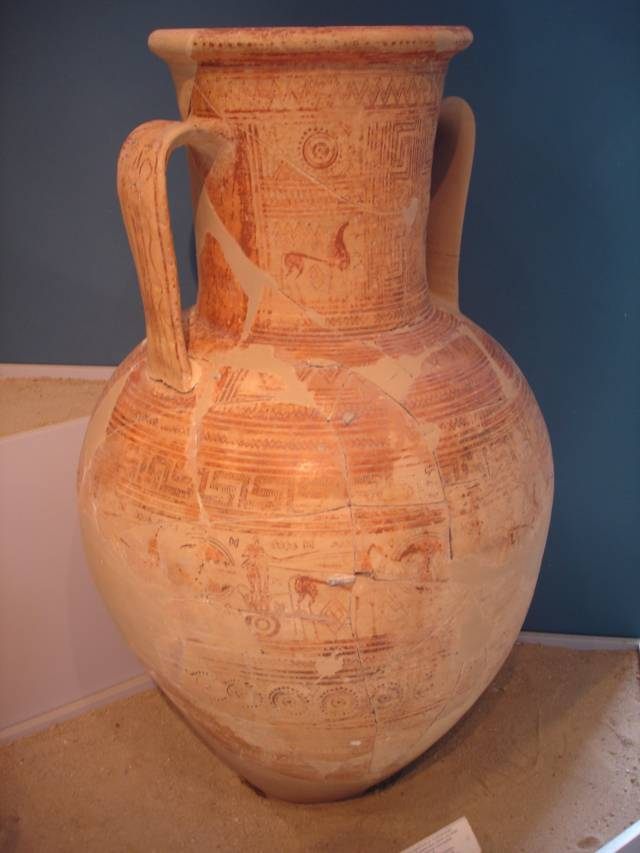
Anfora a decorazione gemotrica dell'VIII sec a.C.
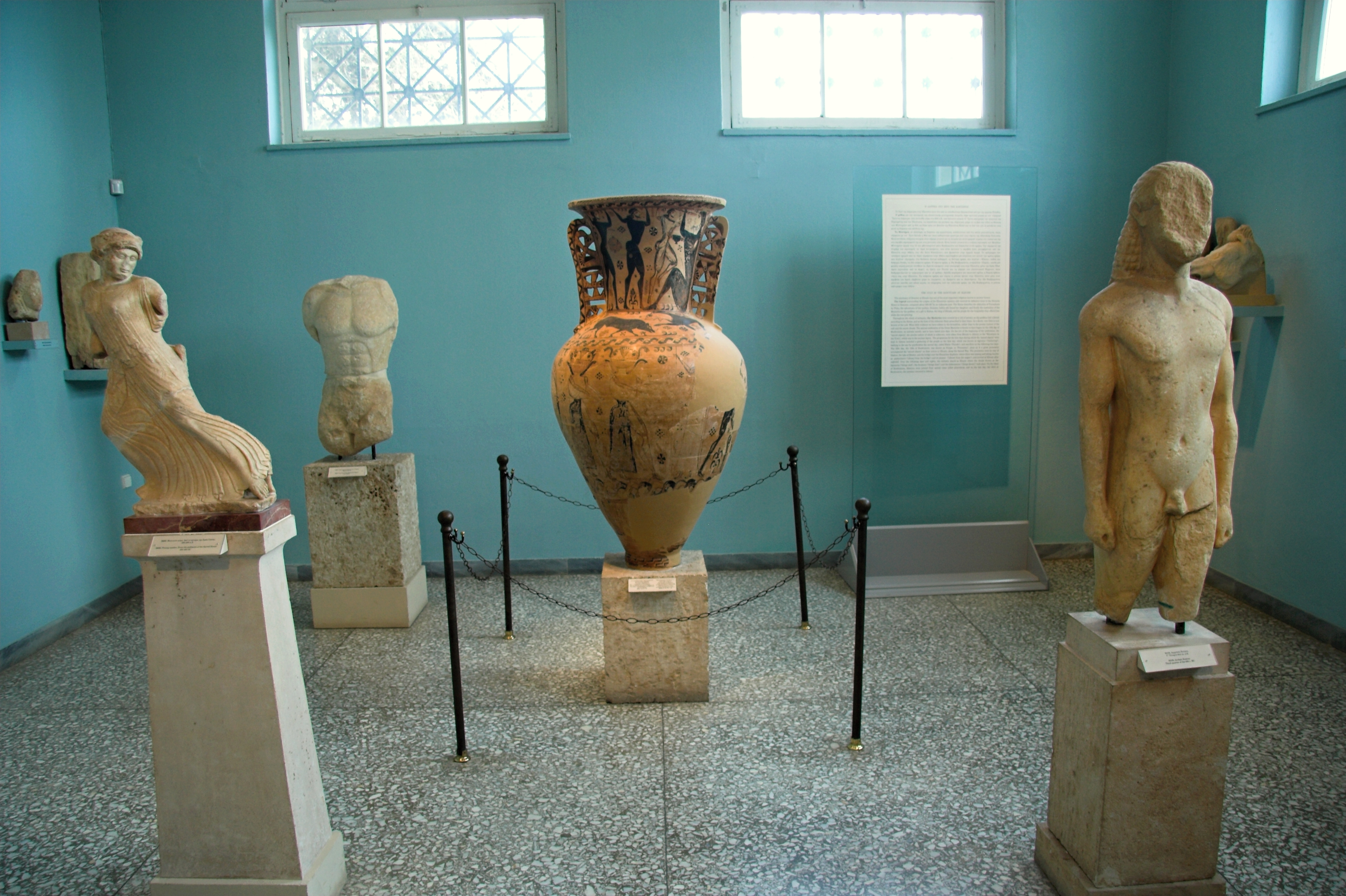
Sala I